# Dusmadiores robanja
Dusmadiores robanja är en spindelart som beskrevs av Rudy Jocqué 1987. Dusmadiores robanja ingår i släktet Dusmadiores och familjen Zodariidae.
Artens utbredningsområde är Elfenbenskusten. Inga underarter finns listade i Catalogue of Life.